# Де Соуза, Дейвид
Де́йвид де Со́уза (порт. Deivid de Souza; род. 22 октября 1979, Нова-Игуасу, штат Рио-де-Жанейро), более известный под именем Дейвид (порт. Deivid) — бразильский футболист, нападающий. Ныне — тренер.

## Карьера

### Игровая
С 1998 по 1999 год играл за клуб «Нова-Игуасу», затем недолго выступал за «Жоинвиль», после чего на 2 года пополнил ряды «Сантоса». С 2001 по 2003 год играл в «Коринтиансе», затем в том же году недолго выступал за «Крузейро», после чего уехал во Францию, где продолжил карьеру в «Бордо». Однако уже через год вернулся на родину, где затем до 2005 года снова выступал за «Сантос». После чего снова переехал в Европу, на этот раз в Португалию, где в течение одного сезона защищал цвета лиссабонского «Спортинга».
С 2006 по 2010 год играл в чемпионате Турции в составе «Фенербахче».
19 августа 2010 года Дейвид подписал контракт с «Фламенго» сроком на 2 года.
5 сентября 2010 года дебютировал за «Фламенго» в домашнем матче 19-го тура чемпионата Бразилии 2010 против «Сантоса» (0:0).
19 сентября 2010 года в домашнем матче 23-го тура чемпионата Бразилии 2010 против «Флуминенсе» (3:3) открыл счёт своим голам за «rubro-negro».
31 августа 2012 года Дейвид расторг контракт с «Фламенго» по обоюдному согласию.
4 сентября 2012 года игрок подписал контракт с «Коротибой» сроком до апреля 2015 года.
8 сентября 2012 года дебютировал за «Коритибу» в домашнем матче 23-го тура чемпионата Бразилии 2012 против своего бывшего клуба (3:0).
12 сентября 2012 года в гостевом матче 24-го тура чемпионата Бразилии 2012 против «Атлетико Гоияниенсе» (1:2) на 59-й минуте забил победный гол в матче и свой первый за «Коритибу».

### Тренерская
10 декабря 2015 года назначен главным тренером «Крузейро». Сменил на этом посту Мано Менезеса, у которого был ассистентом. 24 апреля 2016 года уволен со своего поста. Под его руководсnом «Крузейро» провёл 18 матчей, 12 из которых — в чемпионате штата Минас-Жерайс-2016 (11 побед, 5 ничьих, 2 поражения; при разнице мячей 26:14).
7 декабря 2016 года назначен главным тренером клуба серии B «Крисиума». Контракт подписан до конца сезона 2017. 30 мая 2017 года на место Дейвида был назначен Луис Карлос Винк.

## Достижения
- Чемпион Бразилии (2): 2003, 2004
- Чемпион штата Минас-Жерайс (1): 2003
- Чемпион штата Рио-де-Жанейро (1): 2011
- Обладатель Кубка Бразилии (2): 2002, 2003
- Победитель Турнира Рио-Сан-Паулу (1): 2002
- Чемпион Турции (1): 2006/07
- Обладатель Суперкубка Турции (2): 2007, 2009